# Skaftárhreppur
Skaftárhreppur ([ˈskaftˌauːr̥ˌr̥ɛhpʏr̥]ⓘ) es un municipio de Islandia. Tiene una población estimada, a inicios de 2023, de 680 habitantes.

## Geografía
Tiene un área de 6943 kilómetros cuadrados. Su poblado principal es Kirkjubæjarklaustur.